# تشاد في الألعاب الأولمبية
تشاد في الألعاب الأولمبية تقوم اللجنة الأولمبية الرياضية التشادية بالإشراف في شؤون مشاركة تشاد في الألعاب الأولمبية، شاركت تشاد أول مرة في الألعاب الأولمبية في دورة 1964 في طوكيو في اليابان، لم تفز تشاد حتى الآن بأي ميدالية أولمبية.